# O Sal da Terra
O Sal da Terra (no original em inglês The Salt of the Earth; na França, Le Sel de la Terre; na Itália, Il sale della terra) é um documentário franco-ítalo-brasileiro de 2014, dirigido pelo alemão Wim Wenders e pelo brasileiro Juliano Salgado. 
Foi indicado ao Oscar de melhor documentário na edição do Oscar 2015. No dia 20 de fevereiro de 2015 ganhou o prêmio francês César de melhor documentário.

## Sinopse

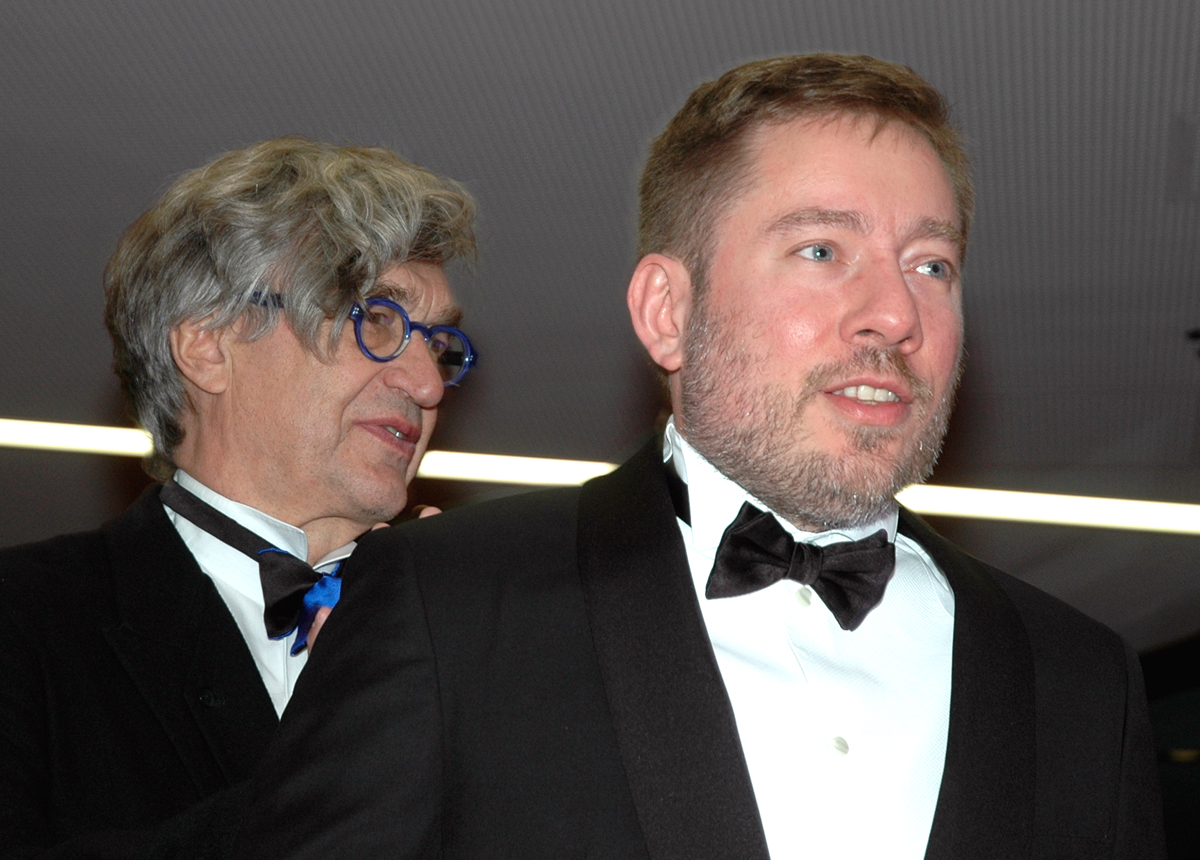
Juliano Ribeiro Salgado e Wim Wenders no Festival Internacional de Cinema de Munique, em 2014, pelo documentário "O Sal da Terra".

Descreve um homem, o fotógrafo Sebastião Salgado, por meio dos olhos de outros dois homens: seu filho, o cineasta Juliano Ribeiro Salgado, que tenta conhecer um pai que era muitas vezes longe de casa; e Wim Wenders, um dos grandes cineastas do nosso tempo, também um fotógrafo e admirador da obra de Salgado.